# Гојница
Гојница је назив за свако мјесто, било затворена зграда или отворени простор, гдје се гоје домаће животиње.
Под гојењем се овдје подразумијева храњење. И коњи се могу гојити. Кад се коњи гоје здравом храном док су још ждријебад, буду лијепи и високи кад одрасту. Стока се гоји онолико колико је потребно да буду гојна и месната при клању, те да донесе доста доброг меса. Зато се прасад гоје по строгој мјери, јер знају позобати више него што је потребно. За гојницу се још каже гојиште, што има исто значење.